# Reserva Natural das Ilhas Desertas

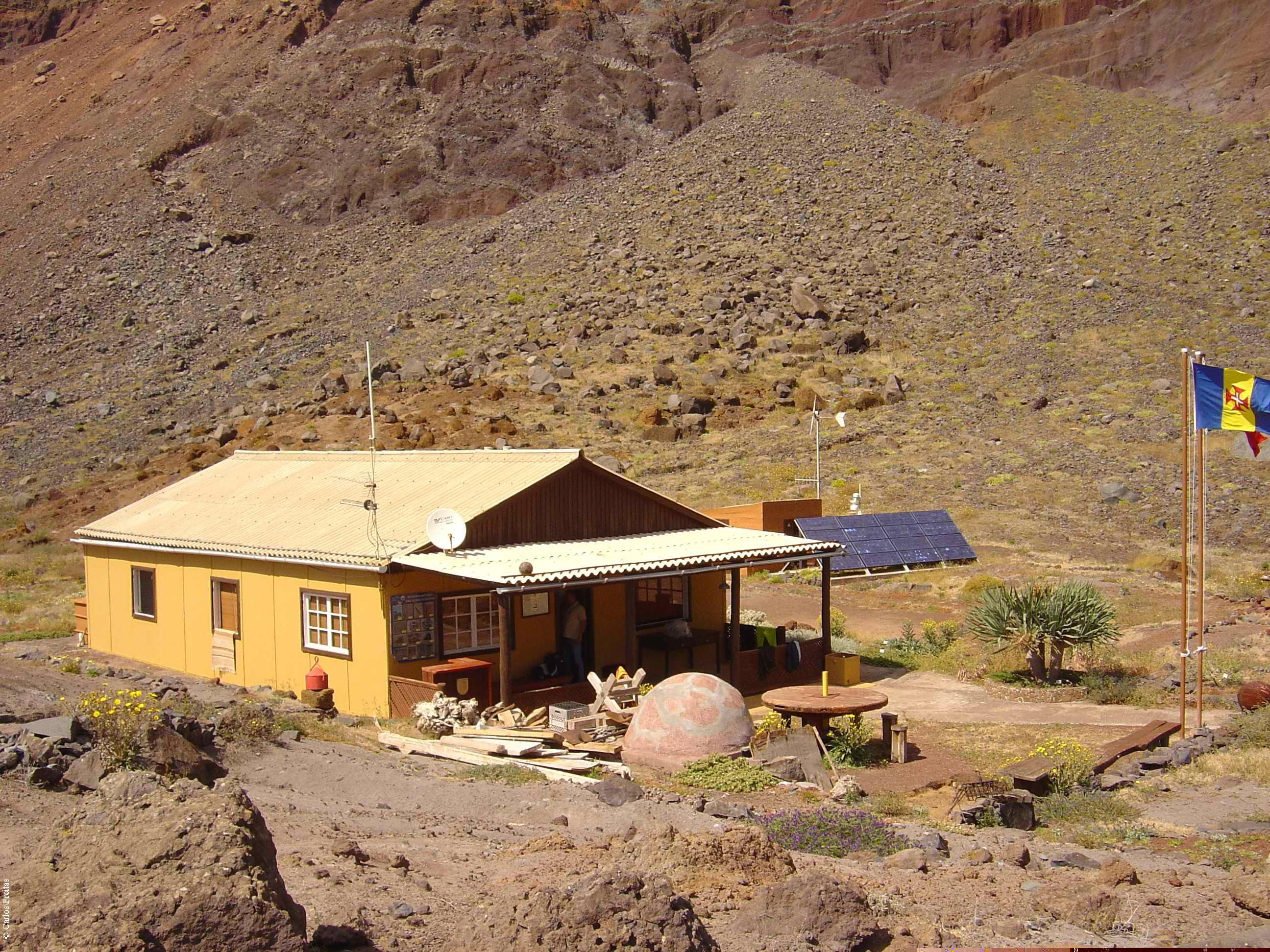
Deserta Grande – casa dos guardas, infraestrutura de apoio à Reserva Natural das Ilhas Desertas

A Reserva Natural das Ilhas Desertas é uma reserva natural portuguesa localizada nas ilhas Desertas, na Região Autónoma da Madeira. Provavelmente uma das reservas mais ricas a nível natural da região - as ilhas Desertas, que estão dividas em duas partes – reserva parcial e reserva integral.
Uma grande particularidade que a torna uma das reservas mais ricas deve-se ao facto de se apresentar com 305 exemplares endémicos madeirenses, sendo que 104 são espécies e subespécies únicas das desertas.

## Características
As ilhas Desertas é uma área protegida desde 1990, sendo inicialmente classificadas com o estatuto de Área de Protecção Especial. Em 1995 receberam o estatuto de Reserva Natural, estando toda a área terrestre e a parte marinha a sul classificadas como Reserva Integral, e a parte marinha a norte como Reserva Parcial.
É proibida a caça submarina em toda a sua área, e a navegação na parte sul. Esta Reserva Natural faz parte da Rede Natura 2000.
Esta reserva tem a área total de 11 457 ha e atinge uma batimetria de 100 metros de profundidade.

## Biodiversidade

### Flora
De entre as 201 espécies de plantas vasculares catalogadas para estas ilhas, 34 são endémicas do Arquipélago da Madeira, sendo que uma, a Sinapidendron sempervivifolium, é exclusiva desta reserva, encontrando-se apenas na Deserta Grande e no Bugio.

### Fauna
Estas ilhas são um importante refúgio para o lobo-marinho, espécie que actualmente conta com pouco mais de vinte e cinco indivíduos, em oposição aos seis a oito que existiam em 1988, antes da criação da reserva.
Na avifauna destacam-se várias colónias de aves marinhas como a cagarra (Calonectris diomedea), tem a maior colónia do atlântico de alma-negra (Bulweria bulwerii) , o roque-de-castro (Oceanodroma castro), a raríssima freira-do-bugio e o Pintainho (Puffinus lherminieri baroli)
Nos invertebrados, a tarântula-das-Desertas (Hogna ingens) tem um papel especialmente relevante, por ser uma espécie endémica restrita ao Vale da Castanheira, na Deserta Grande, espécie esta que se encontra criticamente ameaçada  e segundo a IUCN apresenta-se apenas com 4086 indivíduos adultos.